# БраМос
Не следует путать с БраМит
PJ-10 «БраМос» (PJ-10 «BrahMos») — сверхзвуковая противокорабельная ракета, разработанная совместно российским «НПО машиностроения» и Организацией оборонных исследований и разработок (DRDO) Министерства обороны Индии в рамках совместного предприятия «BrahMos Aerospace». 

## Описание
Ракета основана на П-800 "Оникс" (точнее, на его экспортной версии — «Яхонт») — разработке «НПО машиностроения» 1980-х годов. Ракета "БраМос" способна развивать скорость, соответствующую числам Mаха от 2,5 до 2,8 (то есть, в 2,5—2,8 раза превышающую скорость звука).
Ракета может запускаться с подводных лодок, кораблей, береговых установок, а также с самолётов — например, Су-30МКИ.
Сборка ракет осуществляется СО «BrahMos Aerospace» в Хайдарабаде и ОАО «ПО „Стрела“» в Оренбурге.

## История разработки и испытаний

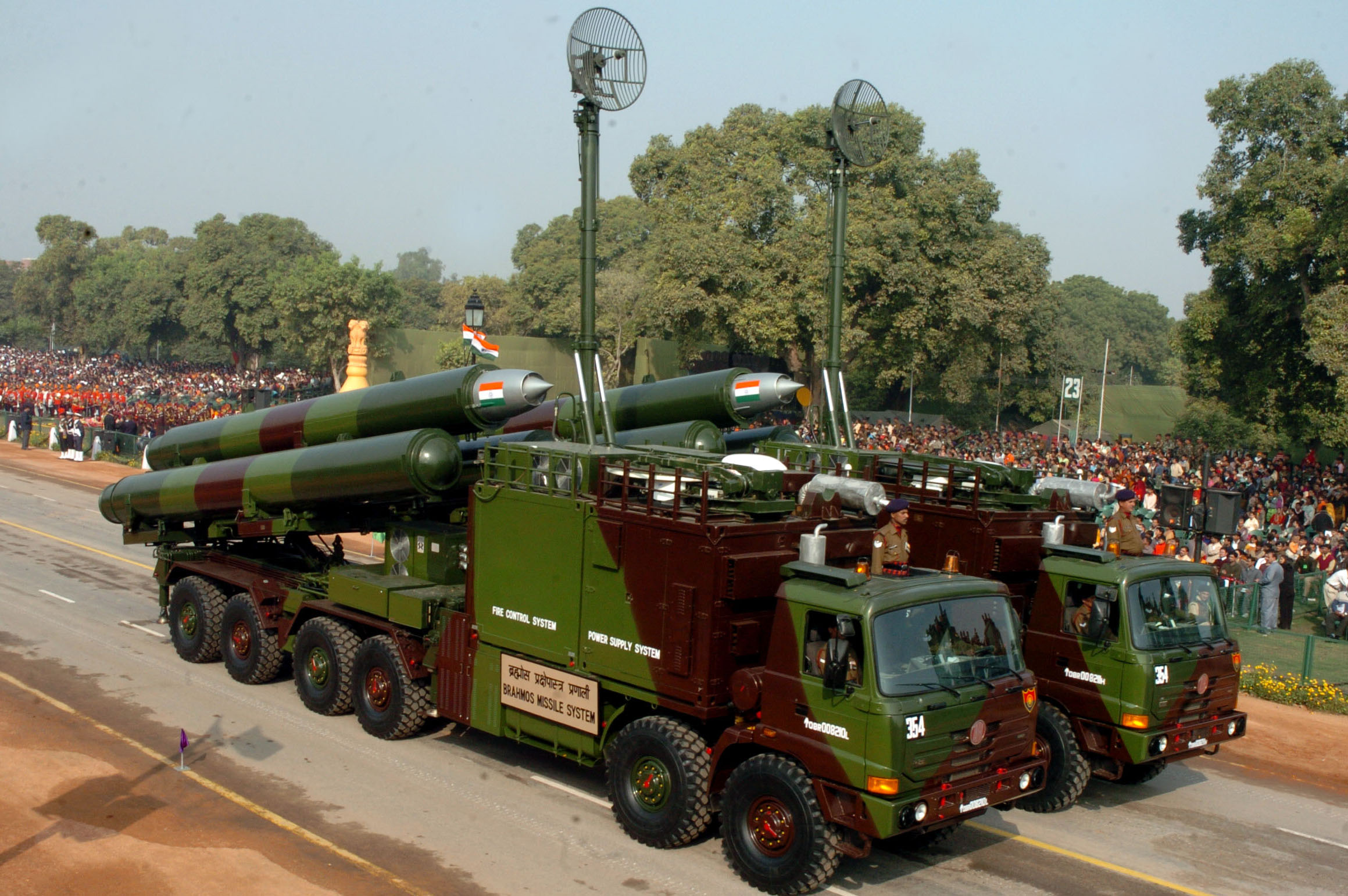
«БраМос», вариант для сухопутных войск.

Совместное предприятие «BrahMos Aerospace» создано в 1998 году, название получило в честь рек Брахмапутры и Москвы-реки. Основным проектом предприятия стала работа над сверхзвуковой крылатой ракетой «БраМос». Первый запуск ракеты состоялся 12 июня 2001 года с береговой пусковой установки.
По состоянию на 2008 год рассматривалась возможность размещения ракет на строящемся фрегате ВМФ России.
4 марта 2009 года было проведено успешное испытание на поражение мишени.
5 сентября 2010 года ракета была запущена с полигона Чандипур в Индии и показала пикирование на сверхзвуковой скорости.
В сентябре 2010 года Вооруженные силы Индии планировали приобрести в течение 10 лет около тысячи ракет различных версий. Более того, на международном рынке вооружений «БраМос» вызвала значительный интерес — такие страны как Бразилия, ЮАР, Чили и многие другие уже заказали ракет на 13 миллиардов долларов. В феврале 2011 года стало известно о том, что МО Индии выдало заказ на ракеты «БраМос» на сумму около 4 млрд долларов, в заказ входит поставка 200 ракет; до 2016 года планировалось произвести 1000 ракет, из которых половина предназначалась для третьих стран
В июне 2011 года появилась информация о том, что на совместном предприятии продолжается разработка авиационной версии ракеты, которую планируется использовать на различных типах самолётов, в частности, на Су-30МКИ.

Также в этом же году содиректор совместного предприятия Александр Максичев заявил о том, что «БраМос Аэроспейс» приступит к разработке усовершенствованной версии ракеты под названием «БраМос-2». По его словам, основные характеристики новой гиперзвуковой ракеты уже согласованы.
11 марта 2017 года вышел пресс-релиз, в котором сообщается, что на индийском полигоне в Чандипуре был осуществлён успешный первый испытательный пуск ракеты BrahMos ER (Extended Range — увеличенная дальность). По данным индийской прессы, дальность стрельбы была увеличена с 290 км до 450 км.
Весной 2024 г. Минобороны Индии подписало контракт с BrahMos Aerospace на поставку ракет BrahMos на общую сумму почти $2,5 млрд долл.

### Пуски
- 12.06.2001 г. — 1-й пуск — Полигон Integrated Test Range (ITR), Чандипур-на-море (Chandipur on Sea). Со стационарной пусковой установки. Вертикальный
- 28.04.2002 г. — 2-й пуск.
- 12.02.2003 г. — 3-й пуск.
- 29.10.2003 г. — 4-й пуск — Полигон Integrated Test Range (ITR), Чандипур-на-море (Chandipur on Sea).[11]
- 03.11.2004 г. хх: хх?m — ?-й пуск — Бенгальский залив. С корабля.[12]
- 21.12.2004 г. хх: хх?m — ?-й пуск — Полигон Western Test Range (Раджастан). СПУ.[12]
- 15.04.2005 г. хх: хх?m — 10-й пуск[13]
- 30.11.2005 г. 11:00am — 11-й пуск — Полигон ITR. С самоходной пусковой установки (СПУ).[14]
- 31.05.2006 г. хх: хх?m — 12-й пуск — Полигон в пустыне Раджастан. СПУ.[15]
- 05.03.2008 г. 10:30am — 15-й пуск — Эсминец INS Rajput. Андаманские и Никобарские острова[16]
- хх.хх.хххх г. хх: хх?m — 16-й пуск —
- 18.12.2008 г. хх: хх?m — хх-й пуск — Корабль[17]
- 29.03.2009 г. 11:15am — хх-й пуск — 3-й пуск БраМос Блок-2 — Полигон Покран, шт. Раджастан. СПУ. БраМос Блок-2[18]
- 05.09.2010 г. 10:35am — 23-й пуск — Полигон ITR. СПУ
- 02.12.2010 г. 10:55pm — 24-й пуск — Полигон ITR. СПУ. БраМос Блок-3[19]
- 29.07.2012 г. xx: xxxm — 32-й пуск — Полигон ITR. Неудачный.[20]
- 07.10.2012 г. хх: хххm — 33-й пуск — Фрегат INS Teg. Около побережья Гоа

### Стоимость
Стоимость контракта на поставку 200 ракет составила 4 млрд долларов США.

## Тактико-технические характеристики
- Дальность стрельбы:

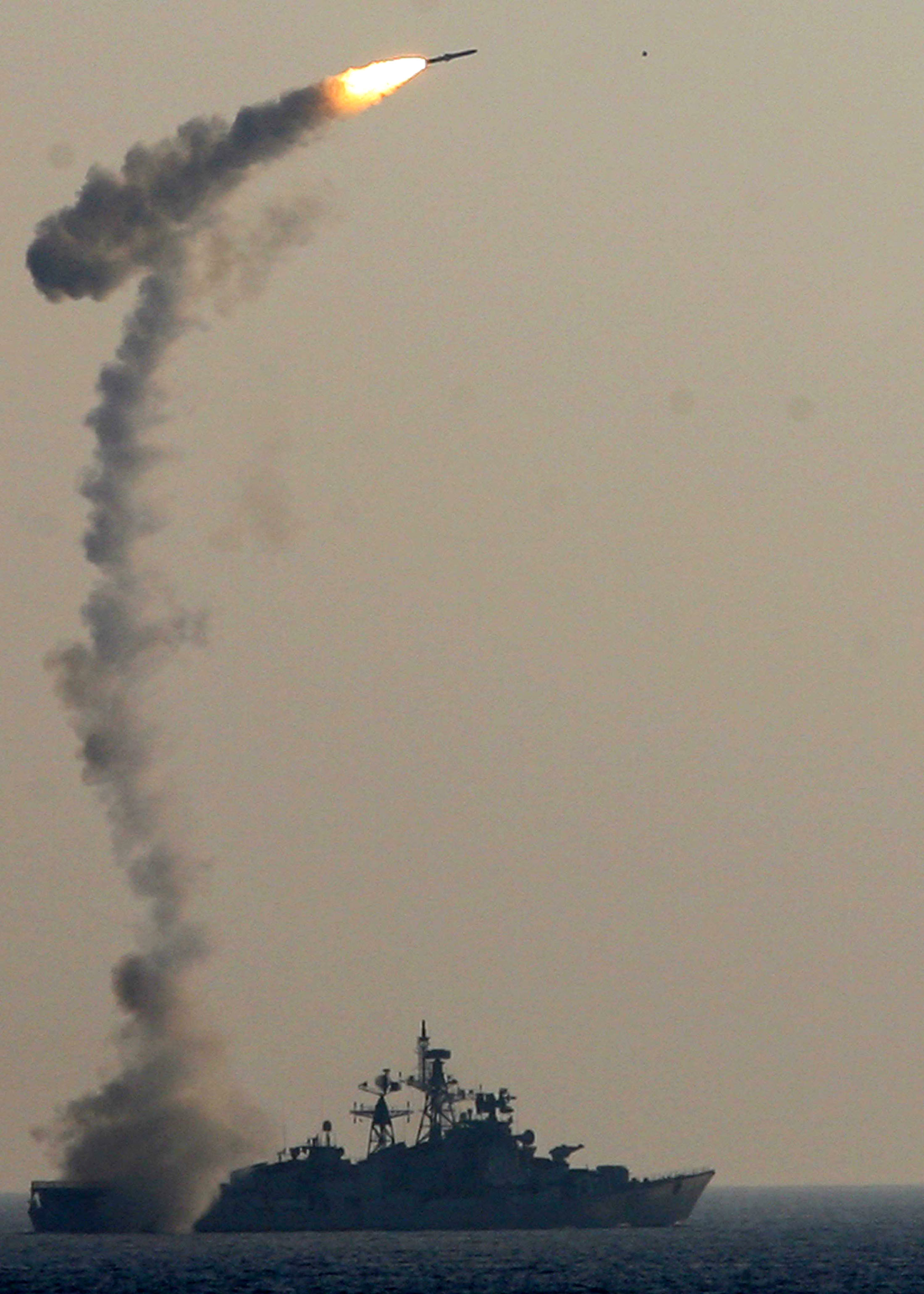
«БраМос», вариант для морского базирования

  - по комбинированной траектории 300 км
  - на малой высоте 120 км[22]
- Высота полёта: 5-15000 м
- Скорость полёта:
  - на большой высоте — 750 м/с (2700 км/ч)
  - на малой высоте — М=2,2-2,8[22] 2,8-3,0[23]
- Система управления: инерциальная с РГСН
- Стартовая масса ракеты:
  - авиационного базирования — 2500 кг
  - корабельного базирования — 3000 кг
- Тип маршевого двигателя СПВРД
  - тяга 4000 кгс[22]
- Боевая часть: проникающая
  - масса БЧ — 200—450 кг
- Срок службы: до 10 лет

## Модификации
БраМос-А 
Ракета для запуска с воздушного носителя. Уменьшен стартовый двигатель, установлены дополнительные хвостовые стабилизаторы и видоизменённый носовой обтекатель. Масса на 450 кг меньше комплекса «Брамос» корабельного базирования. Возможна установка на воздушные носители в следующих конфигурациях:
- Су-30МКИ — 1-3 ракеты на пилонах в центре фюзеляжа и крыльях.
- Ту-142 — 6 ракет на крыльевых подвесках.
- Ил-76 — 6 ракет на крыльевых подвесках.
- Ил-38СД — 4 ракеты в центре планера.

В мае 2019 г. BrahMos-A испытали, впервые применив (с истребителя Су-30МКИ) против наземного объекта.
БраМос-2
Гиперзвуковая ракета с запуском с наземного носителя.
Первая информация о разработке второго поколения ракеты относится к сентябрю 2007 года. Тогда РИА «Новости» со ссылкой на источник в индийских оборонных кругах сообщили о том, что совместное предприятие «БраМос» через пять-семь лет завершит создание новой гиперзвуковой ракеты. Из планируемых характеристик была названа лишь скорость — она будет превышать скорость звука в пять и более раз, что сделает её практически неуязвимой для перехвата. Однако, подробный график реализации данной программы на тот момент согласован не был.

## Варианты
- Корабельного базирования, для стрельбы по морским целям
- Корабельного базирования, для стрельбы по наземным целям
- Наземного базирования, для стрельбы по наземным целям
- Наземного базирования, для стрельбы по морским целям (испытания 10 декабря 2010 года)
- Воздушного базирования, для стрельбы по морским целям (в разработке, завершение ожидается в 2012 году)
- Воздушного базирования, для стрельбы по наземным целям (в разработке, завершение ожидается в 2012 году)
- Подводного базирования, для стрельбы по морским целям (в разработке, завершение ожидается в 2011 году)
- Подводного базирования, для стрельбы по наземным целям (в разработке, завершение ожидается в 2011 году)
- «БраМос» 2 наземного базирования (разработка завершена, 4 варианта были готовы для испытаний в феврале 2011 года)

## Операторы
- — 15 единиц PJ-10 Brahmos по состоянию на 2022 год[26]